# Cryphia mediocinerea
Cryphia mediocinerea är en fjärilsart som beskrevs av Embrik Strand 1921. Cryphia mediocinerea ingår i släktet Cryphia och familjen nattflyn. Inga underarter finns listade i Catalogue of Life.